# Symfonie nr. 3 (Maslanka)
Symfonie nr. 3  is een compositie voor harmonieorkest van de Amerikaanse componist David Maslanka uit 1991. Deze compositie is geschreven in opdracht van het blaasorkest van de Universiteit van Connecticut en zijn toenmalige dirigent Gary Green. 
Van de symfonie zijn opnames gemaakt door onder andere het orkest van de Universiteit van Connecticut (1992), het orkest van de Universiteit van Miami (2007) en het orkest van de Universiteit van Illinois (2010).